# Yas
Pour les articles homonymes, voir Yas (homonymie).
Yaser Bakhtiari (en persan : یاسر بختیاری) connu comme Yas, né le 20 juin 1982 à Rezvanshahr (Gilan) en Iran est un chanteur, compositeur et poète iranien.Les artistes avec lesquels Yass coopère et entretient une relation amicale sont Muer, Suel, Abolfazl Amiri, Reza Sadeghi, Masih et Arash, Khashayar Tik Taak.